# Binduga (Varmia y Masuria)
Binduga [pronunciación en polaco: /binˈduɡa/] (en alemán: Wienduga) es un asentamiento en el distrito administrativo de Gmina Stawiguda, dentro del Distrito de Olsztyn, Voivodato de Varmia y Masuria, en el norte de Polonia. Se encuentra aproximadamente 9 kilómetros al noreste de Stawiguda y 11 kilómetros al sur de la capital regional, Olsztyn. Está localizado en Warmia.
El poblamiento tiene una población de 50 habitantes.
Antes de la Primera partición de Polonia el área era parte del Reino de Polonia, entre 1772 y 1871 del Reino de Prusia, entre 1871 y 1945 de Alemania, y volvió a ser parte de Polonia desde 1945.